# John Deere 3140
Le John Deere 3140 est un tracteur agricole produit par la firme John Deere dans ses usines allemande de Mannheim et argentine de Rosario entre 1980 et 1987.
La commercialisation de ce tracteur de 100 ch DIN, le plus puissant de ceux de cette série 40 fabriqués en Europe, consacre la complète adaptation des tracteurs John Deere aux exigences des agriculteurs européens.

## Historique

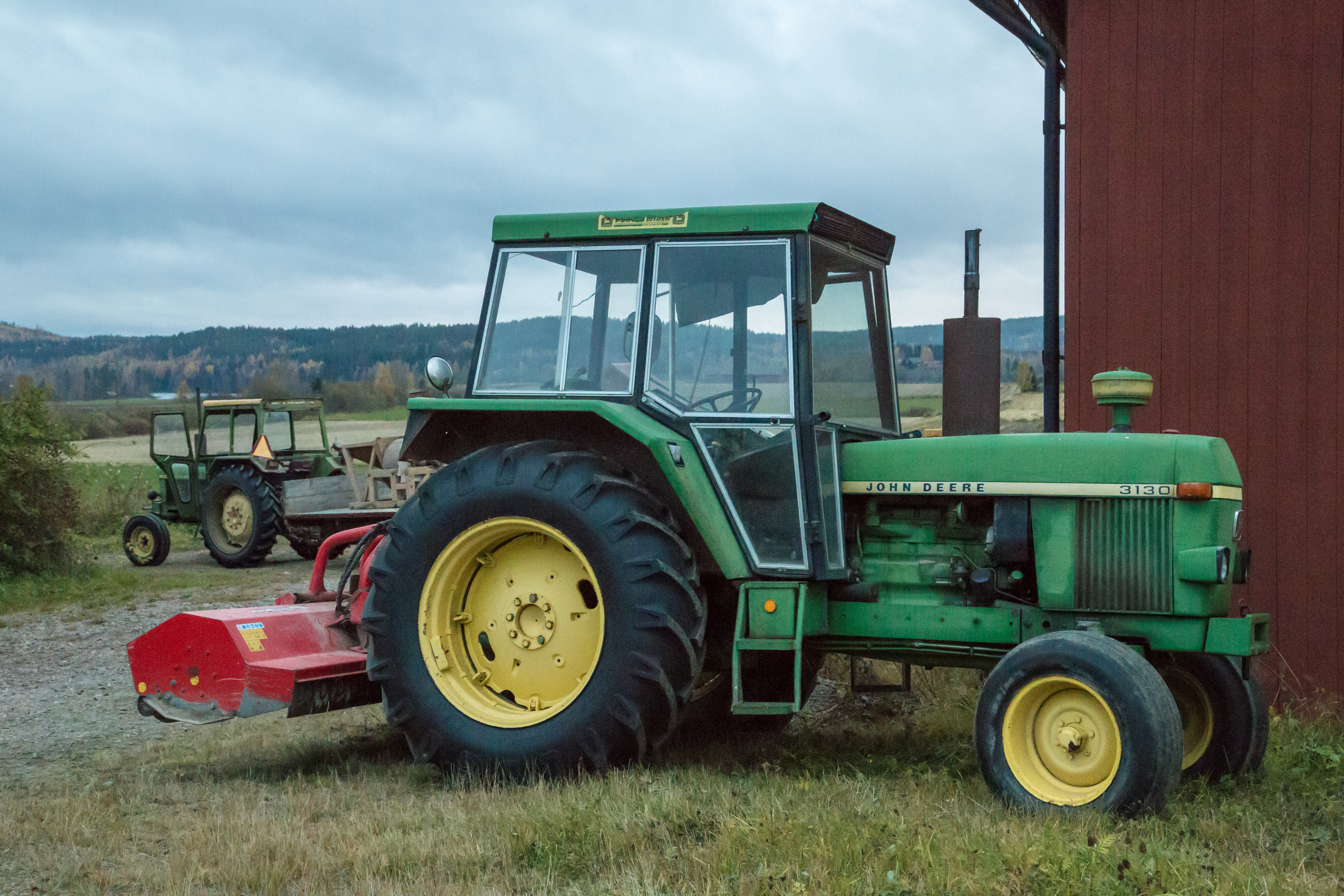
Cabine PPI équipant un John Deere 3130.

À la fin des années 1970, John Deere continue à faire évoluer ses tracteurs pour mieux les adapter aux exigences des agriculteurs européens : la puissance du relevage progresse, le pont avant mécanique remplace le système hydraulique sur les modèles à quatre roues motrices, des cabines très bien insonorisées et confortables sont montées en usine.
C'est en tenant compte de tous ces paramètres que le John Deere 3140 est proposé à partir de 1980. Dans les premiers temps, il est équipé de la cabine conçue en Europe par Sekura et dénommée « Poste de pilotage intégré » ou PPI. Dès l'automne 1981, cette cabine est remplacée par la SG2 d'origine John Deere, déjà installée sur les gros modèles fabriqués au États-Unis et encore mieux insonorisée, ce qui a pour conséquence d'uniformiser l'esthétique de la gamme.
De 1980 à 1982, l'usine allemande de Mannheim est la seule à le produire ; à partir de 1983, des chaînes de montage sont aussi installées à Rosario, en Argentine. Le 3140 est produit jusqu'en 1987, sans autre évolution technique ou esthétique majeure.

## Caractéristiques
Le moteur John Deere, un Diesel à six cylindres en ligne, ne comporte pas de turbocompresseur mais offre une puissance de 100 ch DIN à 2 400 tr/min. La cylindrée totale est de 5,9 L avec, pour chaque cylindre, un alésage de 106,5 mm et une course de 110 mm. Le consommation en carburant, point faible des moteurs John Deere de cette époque, est réduite mais demeure cependant élevée.
La boîte de vitesses entièrement synchronisée comporte huit vitesses avant et quatre vitesses arrières sur deux gammes, lente et rapide ; ce nombre de rapports peut être porté respectivement à 16 et 8 en utilisant l'amplificateur de couple Hi-Lo, option généralement retenue par les acheteurs, avec une vitesse maximale de 30 km/h. En version à quatre roues motrices, le 3140 est doté d'un pont avant mécanique bien plus performant que la transmission hydraulique montée auparavant par John Deere mais la maniabilité du tracteur, point fort de l'hydraulique, n'est pas pour autant en retrait.
Alors que la faiblesse des relevages était chronique sur les précédentes gammes John Deere, le 3140 arrive à soulever 4,1 t, dans la moyenne des tracteurs de ce créneau. Entre autres équipements de série, le tracteur est pourvu d'une prise de force arrière à deux vitesses, 540 et 1 000 tr/min pour un régime moteur de 2 400 tr/min.
Si la cabine PPI est déjà très performante, la SG2 est l'une des mieux insonorisées du marché et son ergonomie est parfaite ; le seul reproche qui lui soit fait est d'être strictement monoplace.
Selon les versions et le équipements, la masse à vide du tracteur varie de 4 035 à 4 505 kg.

## Modélisme
La firme Britains a produit le John Deere 3140 à l'échelle 1:32 en versions deux et quatre roues motrices.